# Wakefield (Kansas)
Wakefield – miasto położone w hrabstwie Clay.